# Саддам Хюсеин
Саддам Хусейн Абд ал-Маджид ал-Тикрити (на арабски: صدام حسين عبدالمجيد التكريتي), известен на български като Саддам Хюсеин, е иракски диктатор. Президент на страната от 1979 до 2003 г. По религиозна принадлежност е сунит. Роден е на 28 април 1937 г. в Ал-Ауджа (край град Тикрит) и е обесен на 30 декември 2006 г. във военна база северно от Багдад.

## Съдебни процеси
- На 30 юни 2004 година Саддам Хюсеин (държан от американските сили в Кемп Кропер в Багдад) и 11 старши функционери на партия Баас са предадени официално на временното иракско правителство, за да бъдат съдени за военни престъпления, престъпления срещу човечеството и геноцид, както и да бъде разследвано неговото участие в насилствените кампании срещу кюрдите на север по време на Ирано-иракската война и срещу бунтовете на шиитите на юг през 1991 и 1999 година.
- На 19 юни 2006 година обвинението иска смъртна присъда за Саддам, неговия полубрат Барзан Ибрахим ат Тикрити и бившия вицепрезидент Таха Ясин Рамадан. Два дни след това бе убит трети адвокат на защитата.
- На 21 август 2006 година срещу Саддам започва друго дело за геноцид и престъпления срещу човечеството.[1] Това е делото по аферата „Анфал“ – операция, която между 1987 и 1988 води до смъртта на около 182 000 кюрди, избити при масово разселване на кюрдското население. Операцията се извършва в три етапа, като кулминацията ѝ е обгазяването на 5000 кюрди в село Халабджа на 16 март 1988 г.
- На 25 декември 2006 година Саддам Хюсеин е отстранен от съдебното заседание след спор със съдията. Защитата на Хюсеин бойкотира процеса заради неподходящите процедури на трибунала.[2]
- На 5 ноември 2006 г. Върховният иракски наказателен трибунал признава Садам Хюсеин за виновен в извършването на престъпления срещу човечеството за нареждането на убийството на 148 шиити през 1982 година в град Дуджейл и е осъден на смърт чрез обесване.[3] След като съдията съобщава присъдата, Саддам изкрещява „Господ е велик! Да живее Ирак! Да живее иракският народ! Смърт за предателите!“.[4]
- На 26 декември апелативната камара на Върховния иракски трибунал потвърждава присъдата. Саддам Хюсеин трябва да бъде екзекутиран до 30 дни.

### Екзекуция
На 30 декември 2006 година смъртната присъда на Саддам Хюсеин е изпълнена пред адвокати, служебни лица и лекар, приблизително в 6:00 местно време (03:00 UTC). Той е обесен в иракската военна база Камп Джъстис североизточно от Багдад, база, която някога е била щаб на военното разузнаване на Саддам, а после използвана за лагер, където да бъдат затваряни и измъчвани стотици жители. Противно на предположенията Саддам е екзекутиран сам, а неговия природен брат Барзан Ибрахим ал-Тикрити и бившият главен съдия на революционния трибунал Ауад Хамед ал-Бандар, обвинени по същото дело, са обесени след мюсюлманския празник Айд ал-Адха.
По времето на екзекуцията Саддам отказва да носи качулка. Преди да бъде обесен, му е прочетена ислямска молитва и той я повтаря. В интернет изтича видеозапис от мобилен телефон на неговото обесване.
Ден след като е екзекутиран, Саддам Хюсеин е погребан в родното си село Ал-Ауджа край Тикрит в гробница, в която са погребани неговите синове Удай и Кусай. На церемонията, извършена рано сутринта, присъстват около 100 души.

### Последици
Отзвукът от присъдата и нейното изпълнение в Ирак, другите арабски страни и целия свят е твърде различен – от безрезервно одобрение от страна на неговите противници (най-вече шиити и кюрди) до острото осъждане от неговите поддръжници (главно баасисти и сунити). Умерената по своите възгледи Европа признава вината му за стотиците хиляди жертви от вътрешни репресии и безсмислени войни, но и не одобрява смъртното наказание по принцип.
Публикуваният видеозапис от екзекуцията с подигравки към него допълнително усилва мотивацията на поддръжниците на Саддам (предимно от средите на иракската партия Баас, забранена след войната от 2003 година) да организират за отмъщение терористични акции и да засилят съпротивата срещу Коалиционните сили в Ирак и неговото правителство, както и зад граница. Седмица след екзекуцията се съобщава за вече създадена нова терористична организация с името Бригадата на мъченика Саддам Хюсеин
Появяват се редица вярващи, че Саддам не е екзекутиран. Те критикуват лошото качество на записа от мобилен телефон, като твърдят, че това не е Саддам, а негов двойник. На записа ясно се вижда, че са направени няколко снимки (светкавици), но тези снимки не са публикувани никъде.